# 瑞士高速公路

瑞士高速公路标志（限速 120 公里/小时）

瑞士快速公路标志（限速 100 公里/小时）

瑞士有两个级别的高速公路系统：高速公路，最高限速为120每小時（75英里每小時）；快速公路，标准最高限速为100每小時（62英里每小時） 。
高速公路和高速公路仅限于可以达到至少80每小時（50英里每小時）的车辆通行。 
通行任何高速或快速公路，都必须购买高速公路贴纸（“Vignette”）并贴在汽车的前挡风玻璃上。 

## 网络地图

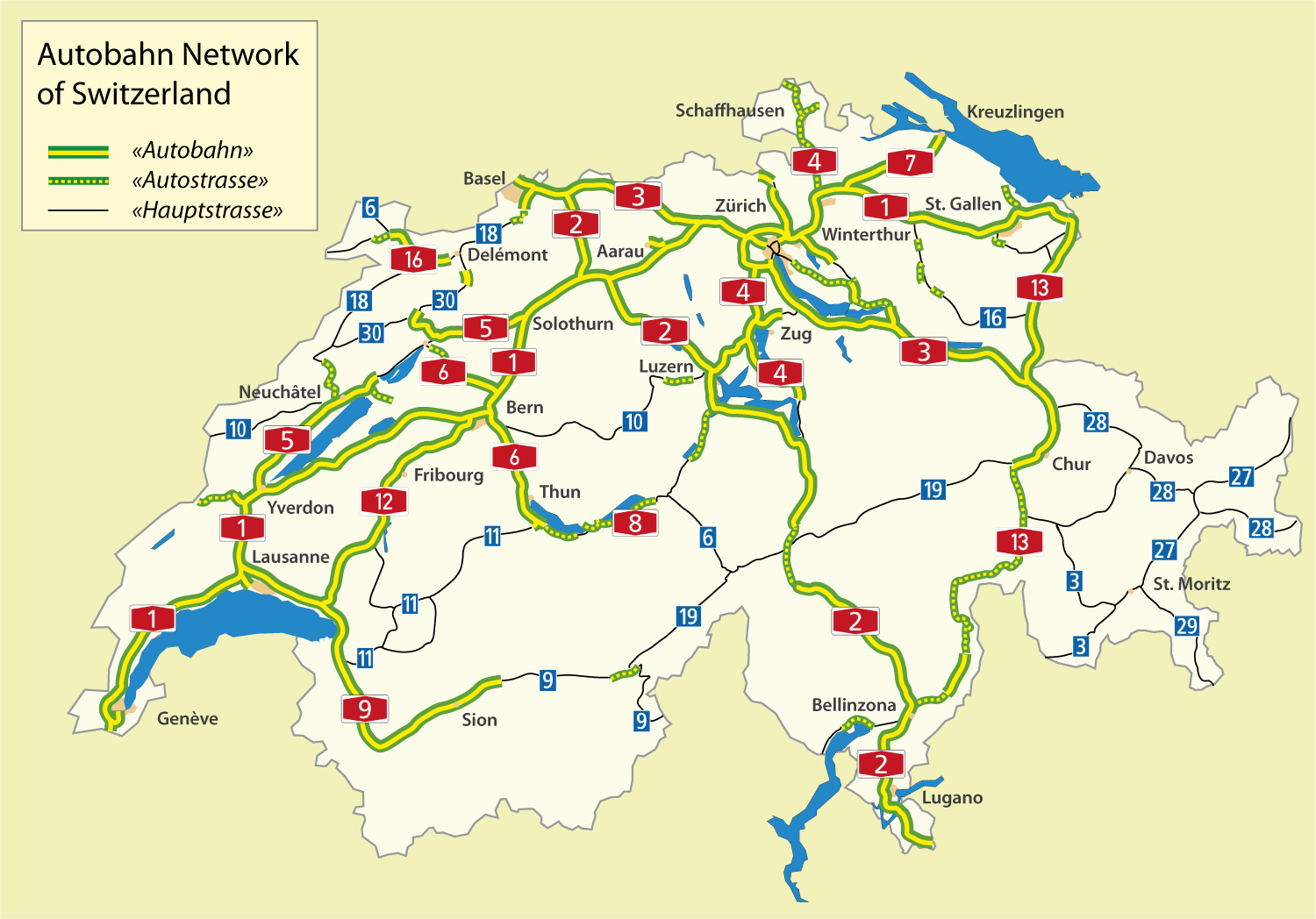
瑞士高速公路网的地图

## 高速公路列表
注：斜体部分表示线路中正在建设或计划的部分。
- A1 聖馬格雷滕（奥地利边境) - 圣加仑 - 温特图尔 - 苏黎世(北环） - 阿劳 - 奧爾滕 - 伯尔尼 - 穆爾滕 - 阿旺什 - 帕耶讷 - 埃斯塔瓦耶莱拉克 - 伊韦尔东莱班 - 洛桑 - 尼永 - 日内瓦 - Bardonnex(法国边境)
- A2 巴塞尔（德国边境） - 奧爾滕 - 卢塞恩 - 阿尔特多夫 - 聖哥達山口 - 貝林佐納 - 盧加諾 - 基亞索(意大利边境)
- A3 巴塞尔（法国边境） - 奧格斯特 - 布魯格 - 苏黎世（西环） - 塔爾維爾 - Pfäffikon - Ziegelbrücke - 薩甘斯
- A4 塔英根 / Bargen (德国边境) - 沙夫豪森 - 温特图尔 - 苏黎世(北环和西环) - 卡姆 - Brunnen - 阿尔特多夫
- A5 盧特巴赫 - 索洛图恩 - 比爾 - (尼道) - 拉諾伊韋維爾 - 纳沙泰尔 - 伊韦尔东莱班
- A6 利斯 - 伯尔尼 - 烏爾滕恩-申比爾 - 图恩 - 施皮茨
- A7 克羅伊茨林根 （德国边境） - 魏恩费尔登 - 弗勞恩費爾德 - 温特图尔
- A8 Hergiswil - 薩爾嫩 - (Sachseln - Brünig通道 - 布里恩茨維勒) - 因特拉肯 - 施皮茨
- A9 瓦洛布 （法国边境） - 沙沃尔奈 / Villars-Sainte-Croix - 沃韦 - 锡永 - 谢尔 - (菲斯普) - 布里格-格利斯
- A10 伯恩附近穆里 - Rüfenacht
- A12 伯尔尼 - 弗里堡 - 比勒 - 沃韦
- A13 聖馬格雷滕（奥地利边境) - 布克斯 - 薩甘斯 - Landquart - 庫爾 - 圖西斯 - 圣贝纳迪诺 - 貝林佐納
- A14 卢塞恩 - 卡姆 - 楚格 - 巴尔
- A15 萬根-布呂蒂塞倫 - 乌斯特市 - (韋齊孔) - 欣維爾 - 赖兴堡 ("Zürcher Oberlandautobahn")
- A16 邦庫爾 (法国边境) - 波朗特呂 - 德莱蒙 - 穆捷 - 比爾 ("Transjurane")
- A17 Näfels - Niederurnen
- A18 巴塞尔 - 賴納赫
- A20 勒洛克勒 - 拉紹德封 - 纳沙泰尔 - 因斯
- A21 绕过马蒂尼
- A22 普拉特恩 - 錫薩赫
- A23 米爾海姆 - 維戈爾廷根 - (魏恩费尔登 - 阿姆里斯維爾) - 阿爾邦 - 羅爾沙赫 ("Bodensee-Thurtalstrasse")
- A24 門德里西奧 - 斯塔比奧
- A25 黑里紹 - 戈紹
- A50 格拉特費登 - 格拉特費登 (绕过 Glattfelden)
- A51 比拉赫 - 蘇黎世機場 - 苏黎世北部（"机场高速"）
- A52 楚米孔 - 欣維爾 ("Forchstrasse"）